# 后髮座32
后髮座32，又名BD+17 2551，HD 111862、SAO 100309、HR 4884，是后髮座的一颗恒星，视星等为6.32，位于銀經303.98，銀緯79.94，其B1900.0坐标为赤經12h 47m 13.8s，赤緯+17° 79.94′ 4″。